# Taco van der Hoorn
Taco van der Hoorn, né le 4 décembre 1993 à Rotterdam, est un coureur cycliste néerlandais. Il évolue au sein de l'équipe Intermarché-Circus-Wanty.

## Biographie
Au mois d'août 2017, il se classe deuxième de la course À travers le Hageland en Belgique. 
Son année 2018 est marquée par une commotion cérébrale qui retarde son retour en compétition. Il court sa première course en août. Le 15 août, pour son quatrième jour de course de la saison, il remporte la troisième étape du BinckBank Tour à l'issue d'une échappée. Il s'agit de sa première victoire sur le circuit World Tour. Le même mois, il termine cinquième de la Course des raisins. Par la suite, il remporte la Primus Classic, se classe neuvième de Paris-Tours et s'adjuge la dernière course de la saison, le Prix national de clôture. Ces performances lui permettent de rejoindre en 2019 l'équipe Lotto NL-Jumbo, en World Tour.
En août 2020, il se classe onzième d'À travers le Hageland et neuvième du championnat des Pays-Bas. En mars 2021, il est le dernier rescapé de l'échappée de Milan-San Remo, repris après 270 kilomètres aux avant-postes.
Pour son premier Grand Tour et après avoir connu trois années de disette à la suite d'une commotion cérébrale, Taco van der Hoorn remporte en solitaire la troisième étape du Tour d'Italie 2021 après 180 kilomètres passés à l'avant dans l'échappée matinale. ll quitte l'échappée dans l'ascension de Guarene, puis résiste sur les vingt derniers kilomètres au peloton mené par la Bora-Hansgrohe de Peter Sagan ; les sprinteurs passent la ligne quatre secondes après lui. Il s'agit sans doute de la plus belle victoire de sa carrière.
En septembre 2021 il s'impose lors de la 3e étape du Tour du Benelux en prenant part à l'échappée matinale. Il gagne au sprint face à ses concurrents restants de l'échappée et devant le peloton qui termine à seulement 4 secondes derrière.
En avril 2022, il participe au Tour des Flandres, où il est membre de l'échappée du jour. Le 5 juin 2022, lors de la Brussels Cycling Classic, il fait partie d'un groupe d'échappés du début de la course qui résiste au retour du peloton. Il remporte la victoire après avoir dépassé Thimo Willems quelques mètres avant la ligne d'arrivée.
En avril 2023, lors du Tour des Flandres il chute lourdement et est victime d'une commotion cérébrale. Il est donc  éloigné du peloton pendant 16 mois. Il reprend la compétition le 13 août 2024 lors Tour de Louvain-Mémorial Jef Scherens.
Le 2 octobre 2024, il s'impose sur l’Elfstedenrace. Après avoir faussé compagnie au peloton à 25 km de l'arrivée avec d'autres coureurs, il attaque à 4 km de la ligne d'arrivée et s’offre sa première victoire depuis 2022.

## Palmarès et résultats

### Palmarès par année
- 2011
  - Guido Reybrouck Classic
- 2016
  - 1re étape de l'An Post Rás
  - Grote Prijs Dr. Eugeen Roggeman
  - 2e du ZODC Zuidenveld Tour
- 2017
  - Coupe Sels
  - 2e de À travers le Hageland
  - 2e de la Tacx Pro Classic
- 2018
  - 3e étape du BinckBank Tour
  - Primus Classic
  - Prix national de clôture
  - 3e de l'Antwerp Port Epic
- 2019
  - 3e du Circuit du Houtland
- 2021
  - 3e étape du Tour d'Italie
  - 3e étape du Tour du Benelux
  - Circuit du Houtland
  - 2e de l'Antwerp Port Epic-Sels Trophy
- 2022
  - Brussels Cycling Classic
  - 3e du championnat des Pays-Bas sur route
- 2024
  - Elfstedenrace

### Résultats sur les grands tours

#### Tour de France
1 participation
- 2022 : 125e

#### Tour d'Italie
2 participations
- 2021 : 107e, vainqueur de la 3e étape
- 2025 : 155e

### Classements mondiaux
| Année                                 | 2014 | 2015 | 2016 | 2017 | 2018 | 2019 | 2020 | 2021 | 2022 | 2023 | 2024 |
| ------------------------------------- | ---- | ---- | ---- | ---- | ---- | ---- | ---- | ---- | ---- | ---- | ---- |
| Classement mondial                    |      |      | 631e | 134e | 128e | 900e | 649e | 151e | 200e | 538e | 665e |
| UCI Europe Tour                       | 899e | nc   | 381e | 44e  | 48e  | 654e | 528e | 129e | 163e | nc   | nc   |
| UCI Oceania Tour                      | nc   | nc   | nc   | 84e  | nc   |      |      |      |      |      |      |
|                                       |      |      |      |      |      |      |      |      |      |      |      |
| Légende : nc = non classéSource : UCI |      |      |      |      |      |      |      |      |      |      |      |